# Padalec peloponeski
Padalec peloponeski (Anguis cephallonica) – gatunek beznogiej jaszczurki z rodziny padalcowatych (Anguidae); blisko spokrewniony i bardzo podobny do padalca zwyczajnego (Anguis fragilis), wcześniej klasyfikowany jako jego podgatunek.
Padalec peloponeski występuje na Półwyspie Peloponeskim i na kilku wyspach archipelagu Wysp Jońskich (Leukada, Kefalinia i Zakintos).